# Rosedale (Colombie-Britannique)
Pour les articles homonymes, voir Rosedale.
Rosedale est une communauté située dans la province de la Colombie-Britannique, dans le sud-ouest.